# Clarendon (Arkansas)
Clarendon es una ciudad en el Condado de Monroe, Arkansas, Estados Unidos. Para el censo de 2000 la población era de 1.960 habitantes. La ciudad es la sede del condado de Monroe.

## Geografía
Clarendon se localiza a 34°41′39″N 91°18′30″O / 34.69417, -91.30833. Según la Oficina del Censo de los Estados Unidos, la ciudad tiene un área de 5,1 km², de los cuales 4,7 km² corresponde a tierra y 0,4 km² a agua (6,15%).
Clarendon se encuentra en la boca del río Cache, donde desemboca en el río Blanco.

## Demografía
Para el censo de 2000, había 1.960 personas, 814 hogares y 520 familias en la ciudad. La densidad de población era 392,0 hab/km². Había 925 viviendas para una densidad promedio de 195,2 por kilómetro cuadrado. De la población 68,47% eran blancos, 30,20% afroamericanos, 0,46% amerindios, 0,05% asiáticos y 0,82% de dos o más razas. 2,35% de la población eran hispanos o latinos de cualquier raza.
Se contaron 814 hogares, de los cuales 26,9% tenían niños menores de 18 años, 43,5% eran parejas casadas viviendo juntos, 16,2% tenían una mujer como cabeza del hogar sin marido presente y 36,1% eran hogares no familiares. 33,0% de los hogares eran un solo miembro y 16,7% tenían alguien mayor de 65 años viviendo solo. La cantidad de miembros promedio por hogar era de 2,38 y el tamaño promedio de familia era de 3,02.
En la ciudad la población está distribuida en 26,3% menores de 18 años, 8,1% entre 18 y 24, 24,1% entre 25 y 44, 25,5% entre 45 y 64 y 16,1% tenían 65 o más años. La edad media fue 38 años. Por cada 100 mujeres había 91,8 varones. Por cada 100 mujeres mayores de 18 años había 86,0 varones.
El ingreso medio para un hogar en la ciudad fue de $22.927 y el ingreso medio para una familia $30.250. Los hombres tuvieron un ingreso promedio de $25.972 contra $18.125 de las mujeres. El ingreso per cápita de la ciudad fue de $11.902. Cerca de 20,8% de las familias y 28,9% de la población estaban por debajo de la línea de pobreza, 44,4% de los cuales eran menores de 18 años y 26,5% mayores de 65.

## Historia
El área alrededor de Clarendon estuvo poblada originalmente por varios grupos de amerindios. Alrededor de 1799, cazadores y tramperos franceses construyeron cabinas cerca de la desembocadura del río Cache. Cerca de esta época, fue cuando el Military Road (Camino Militar) entre Memphis y Little Rock cruzó el río Blanco. El Military Road fue iniciado en 1826 y completado en 1828. Para esa fecha, se habían establecido en Clarendon una oficina postal y un ferry que cruzaba el río. El pueblo sirvió como la terminal de una línea de diligencias. El Military Road fue usado como la ruta para la relocalización de algunos grupos de amerindios desde los estados del este hacia Oklahoma en lo que fue conocido como Sendero de Lágrimas. Grupos chickasaw, choctaw, maskoki y cheroqui viajaron por ese camino. En 1883, se construyó un puente para el ferrocarril a través del río Blanco. El ferry operó hasta 1931, cuando fue reemplazado por un puente de autopista.
La ciudad fue incorporada oficialmente en 1859. En 1864, la ciudad fue quemada por fuerzas de la Unión como venganza por el hundimiento del cañonero USS Queen City por las fuerzas bajo el comando del General Confederado Joseph O. Shelby. El acta de incorporación de la ciudad fue disuelta en 1884 y fue reincorporada en 1898.
A principios de los años 1900, Clarendon desarrolló varias industrias, incluyendo madera, duela, barriles, remos y botones, estos últimos hechos con las conchas de los mejillones de agua dulce encontrados en el área. Los mejillones también produjeron perlas de agua dulce, las cuales eran vendidas y compradas en el Clarendon Pearl Market (Mercado de Perlas de Clarendon). La Moss Brothers Bat Company (Compañía de Bates de los Hermanos Moss), establecida en la ciudad, proveía bates de béisbol a varios jugadores de las Grandes Ligas durante esa época.
Al igual que la mayoría del este de Arkansas, Clarendon fue devastada por la Gran Inundación del Misisipi de 1927. El dique principal de Clarendon suportó hasta que el río Blanco alcanzó un nivel de 11,7 metros, 2,5 metros más que el nivel normal de inundación. La inundación llevaría a un nivel de 13,4 metros. Aunque no se reportó ninguna muerte, el pueblo estuvo inundado hasta el segundo nivel de algunos edificios y la corriente de agua causó daños considerables a muchos edificios cuando se rompió el dique. 
En la actualidad, el área alrededor de Clarendon es principalmente agrícola. El turismo relacionado con la caza y la pesca es la actividad económica no agrícola más común de la ciudad. El redescubrimiento del carpintero real en el Cache River National Wildlife Refuge (Refugio Nacional de Vida Silvestre del Río Cache) cerca de la ciudad ha atraído turista al área.